# 蔣彬蔚
蔣彬蔚（1817年—1873年），字頌芬，號子良、又号芷梁，江蘇蘇州府吳縣人，清朝政治人物。

## 生平
蔣彬蔚來自蘇州婁關蔣氏家族，曾祖蔣耀宗，祖父蔣元復為蔣耀宗第四子，與其從叔父蔣曾煌、蔣業謙及從侄蔣榮同為乾隆四十二年（1777年）丁酉科順天鄉試舉人，叔祖父蔣萬寧，父蔣兆鴻。母為毗陵呂宮裔孫呂爾禧（字皆孚，號滌圃）第三女（1787-1847）。
蔣彬蔚早年師從郭祥瑞等人，為吳縣監生，道光二十九年（1849年）己酉科順天鄉試舉人，咸豐六年（1856年）丙辰科二甲第十五名進士，選翰林院庶吉士，武英殿協修，九年（1859年）散館授編修，任武英殿纂修官、國史館纂修官，十一年（1861年）任辛酉科順天鄉試同考官、實錄館纂修官、文淵閣校理、武英殿提調官，記名御史，同治元年（1862年）任壬戌恩科順天鄉試同考官、實錄館總纂官，二年（1863年）任湖廣道監察御史，幫辦北城團防，癸亥恩科會試同考官，署山東道監察御史，稽查裕豐倉事務，三年（1864年）任甲子科江西鄉試副考官，巡視中城，巡視西城，署戶科掌印給事中，改刑科給事中，稽查太平倉事務，轉刑科掌印給事中，七年（1868年）任戊辰科會試同考官，幫辦中城團防，記名道員，稽查本裕倉事務，誥授中憲大夫，十二年（1873年）秋卒。《續碑傳集》有錄錫縝著蔣彬蔚墓誌銘。

## 家庭
夫人為舅父呂子珏次女呂采芙，與趙植庭子趙鏞謨及董祐誠侄孫董亮貽為連襟。子蔣寶澂（原名保忱，字迪甫，號洗桐，1841-？），著有《蔣彬蔚行述》一卷。有一女（1838-1874）嫁惲光宸子惲彥瑄，外孫惲毓鼎。